# 蒲原鉄道EL形電気機関車
蒲原鉄道EL形電気機関車（かんばらてつどうイーエルがたでんききかんしゃ）は、かつて蒲原鉄道（蒲原鉄道線）に在籍した直流用電気機関車。一形式1両のみが在籍した、蒲原鉄道線における唯一の電気機関車であった。

## 概要
1923年（大正12年）10月の開業以来、蒲原鉄道線における貨物輸送は電車牽引による混合列車の形態で行われた。その後、1930年（昭和5年）10月の全線開通に際しては貨物輸送量の増加が見込まれたことから、貨物列車牽引専用の電気機関車を新製することとなり、本形式は同年5月に日本車輌製造名古屋本店において製造されたものである。
凸形車体を有する25t機で、車体外観はウェスティングハウス・エレクトリック (WH) 社（電装品）とボールドウィン・ロコモティブ・ワークス（BLW）社（機械装置）の2社が設計・製造し、日本にも数多くが輸入された凸形電機各形式に酷似しているが、本形式は前述のようにそれらを設計の基本として日本車輌製造においてデッドコピー製造した国内模倣品であり、電装品についても東洋電機製造製のものが搭載された純国産機である。
本形式は貨物輸送のほか、冬季はスノープロウを取り付け除雪用途にも供され、1952年（昭和27年）10月の形式称号改正に伴ってED1形1と改称された。貨物輸送廃止後は主に村松車庫内における構内入換機として運用され、1999年（平成11年）10月の蒲原鉄道線全線廃止まで在籍した。

## 車体
全長9,180mmの凸形鋼製車体を有し、車体中央部に設置された運転室の前後に主要機器を格納したボンネットを備える。WH社製凸形電機の設計流儀に則って、乗務員扉は運転室前後妻面の向かって左側に設け、その分ボンネットが向かって右側へ寄せて配置されている。
前後妻面上部には長さ252mmの日よけが設けられ、前面窓（運転台窓）は向かって右側に1枚、前面窓と乗務員扉の間に取付式の白熱灯型前照灯が1灯設置されている。後部標識灯は前後台枠上部のデッキ部分向かって左側に各1灯設置され、前後のボンネット前面には真鍮製の蒲原鉄道の社章が設置された。

## 主要機器

### 主制御器
当時の旅客用車両と同様、運転台に設置された直接制御器によって電流制御を行う直接制御方式であるが、本形式は4基の主電動機を搭載する都合上、主電動機4基分の大電流の制御に対応した東洋電機製造TDK-Q2LTを前後運転台に各1基搭載する。

### 主電動機
東洋電機製造製の直流直巻電動機TDK-31S-C（端子電圧600V時一時間定格出力63.4kW）を1両当たり4基搭載する。TDK-31系主電動機は一部の例外を除いて旅客用車両を含む在籍車両の大半に搭載された、蒲原鉄道における標準型主電動機であるが、旅客用車両各形式が変電所容量などの都合から1両当たり2基搭載とされていたのに対し、本形式においては牽引力を確保する目的から4基搭載仕様とされた。駆動方式は吊り掛け式、歯車比は5.0 (70:14) である。

### 台車
BLW社が設計・製造した電気機関車用釣り合い梁式台車を日本車輌製造においてデッドコピー製造したEL形台車（製造No.536・537）を装着する。

### 制動装置
ウェスティングハウス・エア・ブレーキ（WABCO、現・ワブテック）社開発のF三動弁を用いたAMF自動空気ブレーキである。なお、1962年（昭和37年）9月に動作弁をF三動弁からA動作弁に改造し、AMA自動空気ブレーキに変更された。

### その他補助機器類
集電装置は菱型パンタグラフを採用し、運転室屋根上中央部に1基搭載する。電動空気圧縮機はDH-25を1基搭載し、連結器はシャロン式上作用型自動連結器を採用する。

## 導入後の変遷
本形式は前述の通り貨物輸送目的で新製されたものであるが、蒲原鉄道線における主要出荷物は米穀であったことから、米穀の出荷時期である秋季を除いて需要は低迷した。年間輸送量は最盛期においても10万t程度に留まり、1957年（昭和32年）以降定期貨物列車の運用は消滅した。また、不定期運行の貨物列車においても積載量が少ない場合は電車牽引の混合列車形態によって運行されたことから、本形式は主に村松車庫内の入換作業ならびに冬季の除雪用途に供されることとなった。そのため、後年には除雪列車運行時の前方視界確保のため前後日よけの上部へ補助前照灯を左右2箇所増設し、前後台枠部分へスノープロウ固定用のアングル材ならびにスノープロウ動作用のエアシリンダが新設された。
蒲原鉄道線における貨物輸送が1984年（昭和59年）2月1日付で廃止となったのち、本形式は構内入換作業および工事列車牽引など事業用電機として運用され、1985年（昭和60年）4月1日付で加茂 - 村松間が廃止となった後も残存した。もっとも、路線縮小後の残存区間である五泉 - 村松間においては機関車による除雪を必要とするほどの積雪量を記録することはなく、後年日よけ上部に追加された補助前照灯は撤去された。貨物輸送廃止後も事業用として残存した無蓋貨車ト1形が1995年（平成7年）7月に除籍されたことに伴って、以降本形式は主に村松車庫内の入換作業に専従した。1999年（平成11年）９月26日には蒲原鉄道最後のイベントであるかんてつレールまつりにおいて旅客列車の牽引機として稼働し、同年10月4日の蒲原鉄道線全線廃止まで在籍した。
路線全廃後の本形式は、モハ31とともに蒲原鉄道本社敷地内（旧村松駅構内）に一旦保管されたのち、2009年（平成21年）6月に新潟県加茂市の冬鳥越スキーガーデンに移設の上で修復工事が実施され、既に同地において静態保存されていたモハ1・モハ61とともに保存されている。